# Афшар, Тарзи
Тарзи Афшар (азерб.  طرزی افشار, Tərzi Avşar; гг. рождения и смерти неизвестны) — иранский поэт азербайджанского происхождения XVII века. Писал на персидском и азербайджанском языках.

## Жизнь и творчество
Тарзи Афшар родился в Урмии (Иранский Азербайджан). Творил при дворе Сефевидов: Сефи I (1629—42) и Аббаса II (1642—66). Тарзи Афшар много путешествовал, был в Европе, в России. Афшар владея всеми формами аруза. Он также, образовывая новые глаголы от различных имён, ввёл в литературу на персидском языке так называемый «тарзиев стиль». Помимо этого Тарзи Афшар писал рифмованной прозой «бахре тавил» («долгий слог»). Данная форма использовалась поэтами главным образом для сатирических сочинений. Интересны стихи поэта в форме «муламма», представляющем чередование строк на персидском, азербайджанском и арабском языках .

## Сочинения
- Диван-е Тарзи Афшар, Резайе, 1309 год хиджры (1930).